# Сердце пармы (фильм)
«Се́рдце па́рмы» — российский фильм в жанре исторической драмы с элементами фэнтези режиссёра Антона Мегердичева, экранизация одноимённого романа Алексея Иванова. В широкий прокат фильм вышел 6 октября 2022 года.

## Сюжет
Храмодел (строитель храмов) Васька Калина рассказывает, что в середине XV века русской Пармой, Пермским княжеством, правил князь Ермолай, который послал новгородских ушкуйников во главе с Ухватом, за «камень» — Уральский хребет. Среди них был и Калина. Тамошние жители не принимали Христа, но поклонялись местным богам, а больше всего почитали Солнечную деву — Сорни най. Цель Ермолая — захватить священного идола — Золотую бабу — и, завладев этим символом власти, который признают местные жители, взять под свою руку всю Пермь, отгородиться от Москвы и стать государем, равным московскому.
Отряд, посланный князем, наблюдает за ритуалом, проводимым вогульским шаманом. В ходе обряда воины намереваются принести в жертву троих захваченных ими русских; Ухват, предводитель ушкуйников, не решается за них вступиться, так как его цель — статуя Золотой бабы. Улучив подходящий момент, они убивают нескольких участников ритуала, а также волчицу, оказавшуюся оборотнем, и забирают с собой идола.
Вогульский хакан (князь) Асыка преследует и настигает епископа Питирима, распиная его затем на кресте.
В городе Усть-Вымь князь Ермолай обходит местный рынок, по-отечески интересуясь у рыболовов, как улов, делая замечание бочкарю, проверяя, как идёт строительство. В поселение приезжает юная Тичерть, заявляющая, что готова уплатить дань шкурами за своего отца — чердынского кана (князя) Танега. Сотник Полюд с сарказмом замечает, что тот пропойца и давно пропил всё своё добро, и что теперь их кан — князь Ермолай. Князь принимает решение женить на дочери кана своего сына Мишку.
Полюд сообщает князю, что из посланного отряда уцелел только Ухват, находящийся в невменяемом состоянии, остальные же погибли. В мешке у Ухвата находится Золотая баба. Через идола Сорни най, ранее обитавшая в теле женщины-оборотня, убитой в первом эпизоде, вселяется в Тичерть, становящуюся ламией. Ранее нянька объясняет, что ламия — оборотень, Сорни най в человеческом обличии. Когда ламия умирает, богиня вселяется в другую женщину.
Хакан Асыка во время посещения капища рассказывает паму (верховному шаману) о своих планах: не только вернуть Золотую бабу, но и истребить русских, поскольку те несут местным племенам своего, христианского бога, для которого, по словам Асыки, нет «ни земли, ни народа, ни предков». Он считает, что русские уничтожат местных богов, а затем и народ.
Неожиданно на Усть-Вымь совершается нападение воинства вогулов во главе с Асыкой. Их цель — Золотая баба. Асыка въезжает в город верхом на боевом лосе. В городе убиты почти все, в том числе и князь Ермолай, храбро защищавший свой народ. Князь Танег перед смертью просит Мишку жениться на Тичерти и завещает ему княжество Чердынь. Сотник Полюд успевает спасти Мишку и Тичерть, сбрасывая их с обрыва в снег и прыгая в след за ними. В результате падения Мишка ломает нос. Тичерть обращается в рысь и убегает. Полюд отвозит Мишку в Чердынь, где его венчали на княжение в Перми Великой.
Проходят годы. Тичерть живёт с нянькой, которая считает, что та должна выйти замуж за хакана Асыку, но княжна не хочет стать женой убийцы своего отца. Во время свадебной церемонии Тичерть магической силой отбрасывает от себя Асыку, нянька, защищая её, гибнет, затем Тичерть останавливает магией воинов хакана. Позже Асыка встречает Тичерть, которая говорит ему, что богиня Сорни най велит тому не трогать князя Михаила. Тичерть обещает Асыке остановить его.
Местные коми-пермяцкие князцы не боятся молодого князя Михаила и почти не платят дань, а князь не желает проливать крови. Однако Москва требует от него навести порядок. Молодой князь Михаил мирным путём приводит земли пермяков к подчинению. Он навещает татарского шибана города Афкуля мурзу Мансура. Лодку Михаила вверх по течению Обвы тащат посланные шибаном бурлаки — русские рабы. Среди бурлаков оказывается Васька Калина, который даёт совет: надо пригрозить шибану жалобой на то, что он ворует большую часть дани, предназначенной казанскому хану. Мансур соглашается уступить часть хараджа Казани и ясака Москве, пропускать русские суда и освободить русских рабов. К Михаилу присоединился отважный воин Исур, сын Мансура. По дороге домой отряд Михаила делает остановку у «прокудливой» берёзы, где проходит свадебный праздник пермяков. Там Михаил снова встречает Тичерть, которая ждала его.
Тичерть становится женой Михаила, княгиней и рождает ему сына Матвея. Князь держит совет, нужно ли принимать епископа Иону, и соглашается, что это хорошая идея. Иона приезжает в город, первым делом посещает церковь, обнаружив, что храм «осквернён» языческими идолами и не годится для богослужений. Он наказывает Калине приготовить проект новой церкви, для начала — в виде модели («игрушки»).
Епископ Иона проводит крещение водой. Он крестит всех, в том числе Матвея, сына-младенца князя. Княгиня Тичерть отказывается пройти таинство и принять христианство, сказав, «мои боги хорошо заботятся обо мне». Епископ грозится крестить женщину насильно, но та, прибегнув к колдовским чарам, убегает. Князь отправляет погоню, но не может догнать её, обратившуюся в рысь. Епископ раскаивается, что пытался обратить в христианство силой, а не проповедью. Васька Калина находит ламию и убеждает её вернуться домой. Епископ сообщает в Москву великому князю Ивану Васильевичу, что Михаил живёт с некрещёной, в надежде, что великий князь вразумит к крещению. Иван прислал за досмотром за Михаилом опального дьяка Данилу.
Иван требует от Асыки подчиниться ему. Хакан в ходе ритуала убивает гонца, сообщившего об этом. В ответ Иван велит Михаилу пленить Асыку и доставить его в Москву. Тичерть воспитывает детей. Михаил с войском против своей воли отправляется за «камень» на войну с Асыкой. Дьяк Данила, оставшийся с женщинами, сгорает от страсти к Тичерти и пытается ею овладеть, но княгиня, обратившись в рысь, даёт ему отпор. Ночью Михаил берёт Пелым и пленяет Асыку. В эту ночь в Чердыни молния сбивает крест с русской церкви, и епископ Иона, усмотрев в этом недоброе знамение, рискуя жизнью, в бурю в одиночку водружает на храм другой крест, что чудесным образом спасает Михаила в личном поединке с Асыкой, которого удаётся сбить с лося татарину Исуру, верному воину князя. В течение всего похода к княгине никто не приходит, её считают ведьмой, а она чуждается жителей города.
Московский воевода князь Фёдор Давыдович Пёстрый передаёт Михаилу волю Ивана принять участие в походе на Казань, но тот, потерявший много воинов в походе на вогулов и не желая крови, отказывается. В ответ по велению Ивана Фёдор Пёстрый возглавляет Чердынский поход. Почти никто из пермских князцов, кроме искорского князя Качаима, не приходит на призыв Михаила. Михаил освобождает Асыку, но с ним сбегает Тичерть. Иона показывает Михаилу гробики младенцев, убитых взрослыми, после того, как дети были крещены. Говоря об этой дикости, он просит князя пустить на Пермскую землю Москву. Но Фёдор Пёстрый идёт по пермским землям, истребляя пермяков. Гибнут жена и маленький сын уросского князя Мичкина. Иона идёт навстречу московскому войску и, встретив Пёстрого, призывает его разрушать языческие капища, но людей не трогать.
Московское войско нападает на Чердынь, используя пушки. В бой среди прочих вступает Калина, который, кажется, гибнет. В последний момент на помощь Михаилу приходит войско Асыки. В бою на стороне Москвы участвует дьяк Данила, которого побеждает в поединке Михаил, но щадит его. Во время ночной передышки Асыка предлагает Михаилу уйти с ним за Камень (Уральские горы) в его Пелымское княжество. Он говорит, что ламия Тичерть принадлежит ему, а женщина Тичерть — Михаилу, Парма же им обоим. Михаил отвечает, что Парма уже Русь, а он — русский князь, поэтому останется на своей земле. По просьбе Михаила Асыка ночью уводит людей из города. Остаются Михаил, с ним Полюд, Исур и двое пермяцких князей — сын павшего в битве Качаима Бурмот и мстящий за родных Мичкин. Данила, движимый желанием узнать, где Тичерть, упрашивает Фёдора не убивать Михаила. Башню, где они сидят, москвитяне берут штурмом с большими потерями. Они стреляют из арбалетов, убивая Полюда. Данила закрывает собой князя и гибнет. Михаила и троих его князей пленяют и отправляют в Москву к великому князю Ивану.
В московской темнице Великий князь Иван беседует с Михаилом. Господь, объявляет Иван Васильевич, избрал Русскую землю и народ, которые остались единственной твердыней истинной православной веры, поэтому он, Великий князь, намерен сделать Русь великой державой, «посшибать шапки» с князей и перемешать все народы, создав единую нацию и «чтобы коли Москве стали враги грозить, у чердынцев сердце захолонуло, а коли на Чердынь бы напали, московит сна лишился». Михаил покоряется великому князю. Он возвращается в Пермь, пребывая в новый русский укреплённый пункт Покчу, где встречает чудом выжившего Калину. В Покчу была перенесена столица Перми, там правит Фёдор и живут дети Михаила.
В конце фильма князь Михаил Ермолаевич вспахивает поле на месте битвы за Чердынь. Ему помогают сын Матвей, дочь Анна и жители Чердыни. К ним приезжает отряд вогулов во главе с Асыкой, сопровождающий Тичерть. Асыка уезжает, а Тичерть остаётся с семьёй. В последних кадрах Золотая баба сгорает, освобождая женщину от своего духа.

## В ролях

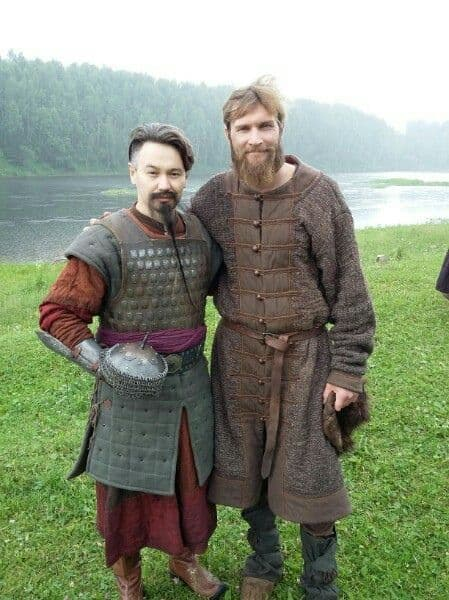
Актёр Николай Наумов и начинающий актёр в роли татарского воина

| Актёр               | Роль                                                       |
| ------------------- | ---------------------------------------------------------- |
| Александр Кузнецов  | князь Великопермский Михаил Ермолаевич                     |
| Ярослав Белобородов | князь Михаил Ермолаевич в детстве                          |
| Евгений Миронов     | епископ-креститель Иона                                    |
| Фёдор Бондарчук     | великий князь Московский Иван III                          |
| Елена Ербакова      | княгиня-ламия Тичерть                                      |
| Милена Софронова    | княжна Тичерть в детстве                                   |
| Валентин Цзин       | князь Пелымский Асыка                                      |
| Сергей Пускепалис   | пермский воевода Полюд                                     |
| Владимир Свирский   | храмодел Васька Калина                                     |
| Виталий Кищенко     | московский воевода Фёдор Давыдович Пёстрый, князь Палецкий |
| Александр Горбатов  | князь Вымский Ермолай                                      |
| Илья Маланин        | князь Уроский Мичкин                                       |
| Софья Шуткина       | княгиня Уроская Ротэ                                       |
| Алексей Кравченко   | князь Искорский Качаим                                     |
| Рамиль Сабитов      | шибан Афкульский Мансур                                    |
| Ислам Зафесов       | пермский воевода Исур                                      |
| Владимир Любимцев   | пермский воевода Бурмот                                    |
| Амаду Мамадаков     | князь Чердынский Танега                                    |
| Николай Галлямов    | князь Великопермский Матвей Михайлович                     |
| Арсений Тычинин     | князь Матвей Михайлович в детстве                          |
| Эмилия Беккер       | княжна Великопермская Анна Михайловна                      |
| Борис Романов       | великий князь Московский Василий II Тёмный                 |
| Дмитрий Куличков    | ушкуйник Ухват                                             |
| Андрей Титков       | ушкуйник Ероха                                             |
| Михаил Евланов      | московский дьяк Данила Венец                               |
| Александр Хван      | пам (шаман)                                                |
| Алексей Розин       | епископ Питирим                                            |
| Роза Хайруллина     | нянька Айчель                                              |
| Елена Панова        | нянька Табарга жена Полюда                                 |
| Игорь Кулачко       | сотник Савва                                               |
| Сергей Колесников   | монах Дионисий                                             |
| Мирослава Михайлова | Маша                                                       |
| Камила Отарова      | Пассер                                                     |
| Юрий Ильин          | митрополит                                                 |
| Вадим Дзюба         | ратник в темнице                                           |

## Производство
В 2005 году права на экранизацию купила компания «Централ Партнершип», режиссёром должен был стать режиссёр сериала «Бригада» Алексей Сидоров. В июле 2008 года стало известно, что компания не намерена снимать фильм.
В 2014 году компания Star Media приобрела у Алексея Иванова права на экранизацию романа. Режиссёром картины изначально был заявлен Сергей Бодров. Позже он отказался от постановки из-за занятости, но остался в качестве сценариста. Режиссёром стал Антон Мегердичев.
В деревне Щеголево Раменского городского округа Московской области и в посёлке Усьва Пермского края были отстроены декорации: деревянные и каменные города, крепости, дома на сваях.
Съёмки фильма начались в июле 2019 года и завершились в феврале 2020 года. В общей сложности в проекте приняли участие более 2000 человек, в том числе съёмочная группа — 150 человек. Статисты, набранные среди жителей близлежащих к Усьве населённых пунктов, где шли съёмки, специально не брили бороды по несколько месяцев, чтобы сняться и в летнем, и в зимнем блоках. Костюмы жителей водяного города Уроса были сшиты на заказ из настоящей рыбьей кожи.
Образец Золотой бабы, статуи языческой богини Сорни най, хранится в Музее природы и человека в Ханты-Мансийске, и многие ханты считают, что это подлинник. Другие верят, что Сорни-Най надёжно скрыта от чужих глаз в тайге, и шаманы перевозят её с места на место. Для съёмок фильма идола воссоздали точно по музейному образцу.
По окончании съёмок в Усьве продюсеры проекта решили не разбирать декорации, а использовать построенный город в качестве историко-туристического объекта. Масштабная декорация «Чердынь» была безвозмездно передана городской администрации. На месте декораций города планируется сделать смотровую площадку и установить информационные щиты с QR-кодами, которые будут направлять на сайт, рассказывающий о достопримечательностях Губахи и съёмках проекта.
14 июля 2022 года пресс-служба телеканала «Россия-1» опубликовала в сети первый трейлер картины.
26 августа 2022 года фильм открыл программу показов 44-го Московского международного кинофестиваля.

## Отзывы и оценки
Фильм получил сдержанно-положительные оценки критиков. О нём положительно отзывались в обзорах изданий Афиша, Film.ru, Коммерсантъ, Правила жизни, отрицательно — в изданиях РБК daily и Кино Mail.ru. «Мир фантастики» назвал картину лучшим российским фильмом 2022 года.

## Премии
- 2022 — 10 номинаций премии «Золотой Орёл», включая категорию «Лучший фильм»[27]. Победа в номинациях «Лучшая мужская роль второго плана» (Евгений Миронов), «Лучшая работа художника-постановщика» (Павел Новиков, Владимир Трапезников), «Лучшая работа художника по костюмам» (Екатерина Дыминская) и «Лучшая работа звукорежиссера» (Ростислав Алимов, студия «Атмосфера»)[28].
- 2023 — лауреат X Премии Ассоциации продюсеров кино и телевидения в номинации «Лучший полнометражный художественный фильм»[29].
- 2024 — лауреат XXXVII Национальной кинопремии «Ника» в номинациях «Лучшая работа художника» (Павел Новиков, Владимир Трапезников) и «Лучшая мужская роль второго плана» (Сергей Пускепалис, посмертно)[30].